# 谷口仁也
谷口 仁也（たにぐち じんや、1942年5月7日 - ）は、日本のプロゴルファー。

## 来歴
1978年のKBCオーガスタでは最終日に18番のイーグル賞（賞金50万円）を獲得し、表蔵王国際東北オープンでは初日を内田袈裟彦・地引良吉と共に68をマークして2位タイでスタートした。